# Eatonina vermeuleni
Eatonina vermeuleni là một loài ốc biển nhỏ, là động vật thân mềm chân bụng sống ở biển thuộc họ Cingulopsidae.